# Ona Šimaitė
Ona Šimaitė (n. 6 ianuarie 1894, Akmenė⁠(d), Gubernia Kovno⁠(d), Imperiul Rus – d. 17 ianuarie 1970, Cormeilles-en-Parisis, Région parisienne, Franța) a fost o bibliotecară lituaniană de la Universitatea din Vilnius care s-a folosit de funcția ei pentru a-i ajuta și salva pe evreii în ghetoul din Vilnius în timpul celui de-al Doilea Război Mondial. 

## Biografie

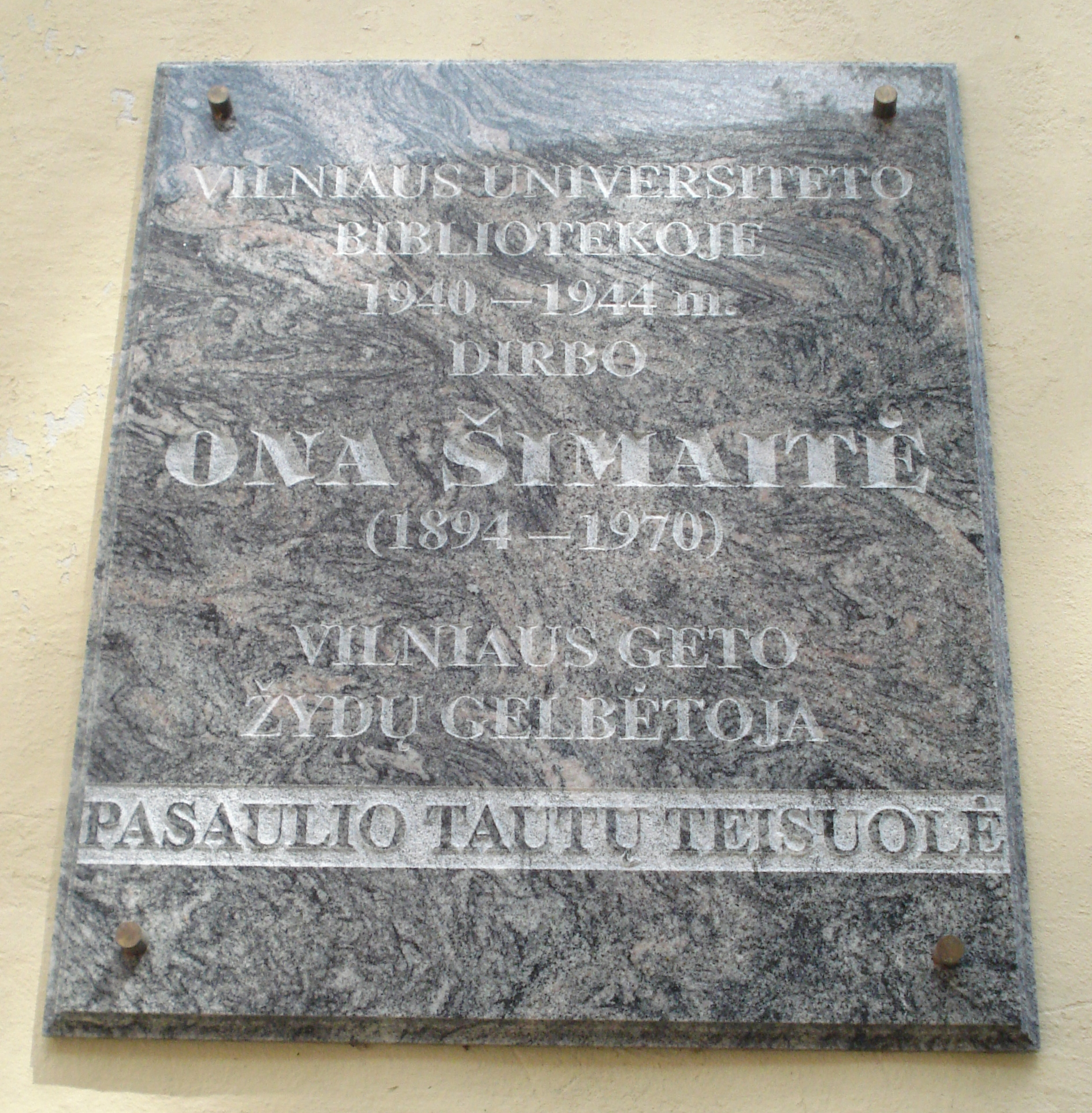
Placă din Vilnius amplasată în onoarea Onei Šimaitė

S-a născut în orașul Akmenė din Lituania la 6 ianuarie 1894 și a urmat mai târziu studii la Moscova. Ona Šimaitė a devenit bibliotecară la Universitatea din Vilnius în 1940. În 1941 naziștii au invadat Lituania și au organizat Ghetoul din Vilnius. Ea a început să intre în ghetou sub pretextul recuperării pentru bibliotecă a unor cărți de la studenții evrei. În următorii trei ani ea a introdus ilegal în ghetou alimente, arme de calibru mic (ajutată, printre alții, de Kazys Boruta) și alte provizii, a scos din ghetou documente literare și istorice de mare importanță pentru cultura evreiască și a transportat corespondență pentru locuitorii ghetoului, oferind informații din și către lumea exterioară. Ea a găsit, de asemenea, oameni care au falsificat documente pentru evrei, și-a folosit propria casă ca refugiu temporar pentru evrei și a scos copii evrei din ghetou, încredințându-i unor familii care au acceptat să-i ascundă. 
În aprilie 1944 Gestapoul a arestat-o pe Šimaitė și a torturat-o. Rectorul universității a plătit o răscumpărare pentru a amâna execuția ei imediată, iar fosta bibliotecară a fost deportată la Dachau și apoi a fost transferată în tabăra de internare Ludelange din Franța. După eliberarea taberei de către aliați, Šimaitė a rămas în Franța, unde a lucrat ca bibliotecară, cu excepția perioadei 1953-1956 când s-a aflat în Israel. 
La 15 martie 1966 Institutul Yad Vashem a recunoscut-o pe Ona Šimaitė ca Drept între popoare, plantând un copac în onoarea ei. Šimaitė a murit într-o localitate suburbană a Parisului la 17 ianuarie 1970 și, la cererea ei, corpul ei a fost donat în folosul științei. În 2015 a avut loc numirea unei străzi din Vilnius în onoarei ei; aceasta este prima stradă din Lituania numită în onoarea unui drept între popoare.
Acest articol încorporează textul de la Muzeul Memorial al Holocaustului din Statele Unite și a fost lansat sub GFDL.

## Legături externe
- Epistolophilia: Writing the Life of Ona Simaite, by Julija Sukys
- Ona Šimaitė papers at the Hoover Institution Archives
- United States Holocaust Memorial Museum - Ona Simaite, Joop Westerweel, Irena Sendlerowa
- Stankevičius, Rimantas (2004). „Name, that became legend (Vardas, tapęs legenda)”. Genocidas ir rezistencija (în lituaniană). 15 (1). Accesat în 31 martie 2008.